# Óscar Sonejee
Óscar Sonejee Masand, más conocido como Sonejee  (26 de marzo de 1976) es un futbolista indo-andorrano. Es el segundo jugador con más participaciones en la selección de fútbol de Andorra. Actualmente entrena a la selección sub-17 Andorrana.

## Trayectoria
A los 15 años ingresó en el FC Andorra, con el que compitió en las categorías regionales del fútbol español. La temporada 2001/02 tuvo una breve experiencia en la UE Sant Julià de la primera división andorrana. Luego, regresó nuevamente al FC Andorra, donde permaneció seis temporadas más.
El verano de 2008 fichó por el FC Santa Coloma, para jugar nuevamente en la liga andorrana. Con el club colomense tuvo también la oportunidad de debutar en la Liga de Campeones de la UEFA, aunque su equipo cayó eliminado en la primera fase.
Actualmente está retirado y entrena a la selección sub-17 Andorrana.

## Clubes
| Club          | País    | Año       |
| ------------- | ------- | --------- |
| FC Andorra    | Andorra | 1997-2001 |
| UE Sant Julià | Andorra | 2001-2002 |
| FC Andorra    | Andorra | 2002      |
| La Seu        | España  | 2002-2003 |
| FC Andorra    | Andorra | 2003-2008 |
| Lusitanos     | Andorra | 2014-2015 |
| UE Sant Julià | Andorra | 2015-2016 |
| Lusitanos     | Andorra | 2016-2017 |

## Palmarés
| Competición                 | Equipo              | País    | Año        |
| --------------------------- | ------------------- | ------- | ---------- |
| Primera División de Andorra | FC Santa Coloma (2) | Andorra | 2010, 2011 |
| Primera División de Andorra | Lusitanos           | Andorra | 2013       |
| Copa Constitució            | FC Santa Coloma     | Andorra | 2012       |

## Selección nacional
Debutó con el combinado andorrano el 22 de junio de 1997 en un partido ante Estonia. Desde entonces, disputó 106 partidos internacionales -en los que anotó 4 goles-, siendo el segundo futbolista que más veces jugó con la selección andorrana.